# Партія демократичного процвітання
Партія демократичного процвітання (алб. Partia e Prosperiteti Demokratike, мак. Партија за демократски просперитет) або ПДП — політична партія етнічних албанців у Республіці Македонія.

## Історія
ПДП була заснована 15 квітня 1990 року. З 1992 по 1998 ПДП входила до коаліційного уряду з СДСМ.
Після 1998 ПДП перейшла в опозицію і втратила статус найбільшої албанської партії країни, поступившись спочатку своєму радикальному крилу ДПА, яке відокремилось, а потім і колишнім повстанцям ДУІ.

## Вибори
У 2002 році ПДП отримала 2,3% голосів і тільки два мандати у Парламенті. У 2006 році у коаліції з ДУІ ПДП отримала три мандати.
У травні 2007 року партійне керівництво прийняло пропозицію Ніколи Груєвського увійти до Уряду Республіки, отримавши посаду міністра з питань локального самоврядування.

## Керівництво
Нинішнім головою ПДП є Абдуладі Вейселі, його попередниками були: Невзат Халілі, Абдурахман Аліті і Імер Імері.